# Pangkalan Sakti
Pangkalan Sakti is een bestuurslaag in het regentschap Ogan Komering Ilir van de provincie Zuid-Sumatra, Indonesië. Pangkalan Sakti telt 1840 inwoners (volkstelling 2010).